# Heliconius vereatta
Heliconius vereatta är en fjärilsart som beskrevs av Hans Ferdinand Emil Julius Stichel 1912. Heliconius vereatta ingår i släktet Heliconius och familjen praktfjärilar. Inga underarter finns listade i Catalogue of Life.